# Jan Verheyen (football)
Pour les articles homonymes, voir Verheyen.
Pour le réalisateur, voir Jan Verheyen (réalisateur).
Jan Verheyen  est un footballeur belge, né le 9 juillet 1944 à Hoogstraten (Belgique).
Il a joué principalement au K Beerschot VAC et au RSC Anderlecht. Il a été 33 fois en équipe de Belgique notamment pour l'Euro 1972. 
Son fils Gert Verheyen sera également footballeur professionnel.

## Palmarès
- International de 1965 à 1976 (33 sélections)
- Troisième au Championnat d'Europe 1972
- Présélectionné à la Coupe du monde 1970
- Champion de Belgique en 1972 et 1974 avec le RSC Anderlecht
- Vice-Champion de Belgique en 1973 avec le RSC Anderlecht
- Vainqueur de la Coupe de Belgique en 1971  avec le K Beerschot VAC, en 1972, 1973 et 1975 avec le RSC Anderlecht (seul joueur à avoir remporté trois finales de rang)
- Finaliste de la Coupe de Belgique en 1968  avec le K Beerschot VAC